# Caconeura
Caconeura is een geslacht van libellen (Odonata) uit de familie van de Protoneuridae.

## Soorten
Caconeura omvat 5 soorten:
- Caconeura gomphoides (Rambur, 1842)
- Caconeura obscura (Fraser, 1933)
- Caconeura ramburi (Fraser, 1922)
- Caconeura risi (Fraser, 1931)
- Caconeura t-coerulea (Fraser, 1933)